# Florian Naroska
Florian Naroska (* 16. April 1982 in Mühlacker) ist ein deutscher Wasserballspieler und -trainer.

## Spielerlaufbahn
Er begann seine Karriere beim SV Bietigheim-Bissingen als Schwimmer und wechselte im Alter von 16, 17 Jahren verhältnismäßig spät zum Wasserball. 

### Vereinskarriere
Nach einigen Jahren bei seinem Heimatverein ging Naroska zum SV Ludwigsburg 08, mit dem er in der 2. Bundesliga spielte. Dort machte er mit starken Leistungen auf sich aufmerksam und sicherte sich 2003 und 2004 jeweils den Titel des Zweitliga-Torschützenkönigs.

#### SV Cannstatt
Zur Saison 2004/2005 wechselte er zum SV Cannstatt und spielte dort zwei Jahre in der Deutschen Wasserball-Liga. In der Saison 2005/06 gewann Naroska seinen ersten Deutschen Meistertitel. Anschließend mussten die Cannstatter aus finanziellen Gründen ihr Bundesligateam trotz des Titelgewinns zurückziehen und spielten fortan in der Baden-Württembergischen Oberliga.

#### SSV Esslingen
Nach dem Rückzug des SV Cannstatt wechselte gemeinsam mit Naroska nahezu das komplette Cannstatter Meisterteam zum Nachbarverein und Aufsteiger SSV Esslingen. Nach Platz vier in der Saison 2006/07, führte Naroska als Kapitän das Team in der Spielzeit 2007/08 auf den dritten Rang in der Deutschen Meisterschaft. 

#### Wasserfreunde Spandau 04
Von 2008 bis 2012 spielte Naroska für den deutschen Rekordmeister Wasserfreunde Spandau 04. Dort feierte Naroska in jedem Jahr die Deutsche Meisterschaft: 2009, 2010, 2011 und 2012. Allerdings wurde das Ziel verpasst auch einen internationalen Titel zu gewinnen.

#### Rückkehr zum SV Cannstatt
Im Sommer 2012 kehrte Naroska für drei Jahre in die schwäbische Heimat zurück zum SV Cannstatt, der inzwischen wieder in die Deutsche Wasserball-Liga aufgestiegen war. Nach Platz vier in der Saison 2012/13 und Rang sechs in der Spielzeit 2013/14, musste man nach der Saison 2014/15 aber wieder in die Gruppe B absteigen. Daraufhin verließ Naroska den Verein.

#### UWA Torpedoes Perth
Im Oktober 2015 wanderten Naroska und seine Frau nach Australien aus. Dort unterzeichnete er einen Vertrag bei den UWA Torpedoes in Perth. Direkt im ersten Jahr gelang 2016 überraschend der Gewinn der australischen Meisterschaft. Am Ende der Saison 2017 wurde man Vierter und Naroska beendete seine Spielerkarriere.

### Nationalmannschaftskarriere
Kurz nach seinem Wechsel zum SV Cannstatt wurde Naroska 2004 von Bundestrainer Hagen Stamm erstmals für die Nationalmannschaft nominiert. Als Nationalspieler nahm er an mehreren Welt- und Europameisterschaften sowie den Olympischen Spielen 2008 in Peking teil. Gemeinsam mit dem Nationalteam wurde Naroska WM-Neunter 2005 in Montreal, EM-Achter 2006 in Belgrad, WM-Achter 2007 in Melbourne, EM-Sechster 2008 in Málaga, WM-Sechster 2009 in Rom, EM-Sechster 2010 in Zagreb und EM-Fünfter 2012 in Eindhoven. Für die Weltmeisterschaft 2011 in Shanghai musste er aufgrund einer Schulterverletzung absagen.
Nach der verpassten Qualifikation für die Olympischen Spiele 2012 in London gab Naroska nach 223 Länderspielen seinen Rücktritt aus der Nationalmannschaft bekannt.

## Trainerlaufbahn
Nach dem Ende seiner Spielerkarriere 2017 übernahm Naroska zur Saison 2018 das Traineramt bei den UWA Torpedoes in Perth. Parallel spielt er aber weiterhin in einer Regionalliga in Perth.

## Privates
Naroska wuchs in Vaihingen an der Enz auf und ist gelernter Zimmermann.
Er war knapp zehn Jahre lang Teil der Sportfördergruppe der Bundeswehr und konnte dadurch den Wasserballsport in Deutschland als Profi ausüben. Parallel zu seiner zweiten Zeit beim SV Cannstatt absolvierte er ab 2012 in Stuttgart-Hedelfingen eine Umschulung zum Schreiner.
Am 13. August 2011 heiratete Naroska seine Frau Emilie, Tochter des ehemaligen schweizerischen Eishockeynationalspielers Bernhard „Beni“ Neininger, auf Schloss Kaltenstein in Vaihingen/Enz.
Seit Oktober 2015 wohnen er und seine Frau in Perth. Naroska ist seither neben dem Wasserball auch Vollzeit als Schreiner tätig.